# 공주와 개구리
《공주와 개구리》(영어: The Princess and the Frog)는 월트 디즈니 픽쳐스 애니메이션이 제작한 미국 애니메이션이다. 영화의 모티브는 그림 형제의 동화 《개구리 왕자》이다.

## 줄거리
뉴올리언즈의 프렌치 쿼터에 살고 있는 티아나는 언젠가 자신의 레스토랑을 갖게 되는 날을 꿈꾸며 웨이트리스로 열심히 일하고 있었다. 그러던 어느 날 자칭 '마법에 걸린 왕자'라는 개구리를 만나는데 이 능글능글한 개구리는 사람의 말을 할 줄 안다. 개구리는 인간으로 되돌아가기 위해 티아나에게 키스를 해 달라고 부탁하고, 어릴 적 어머니에게 들었던 '개구리 왕자' 이야기를 기억하고 있었던 티아나는 주저한 끝에 개구리에게 키스를 해 준다. 그러나 눈을 떠 보니 개구리가 왕자가 되기는커녕 그녀마저 개구리가 되어 있었는데...

## 등장인물
티아나(Tiana)
성우:애니카 노니 로즈/이선, 이영미 (노래)/김미랑 (아역)
언젠가 자신만의 레스토랑을 만드는 것이 꿈인 흑인 웨이트리스.
최초의 디즈니 흑인 히로인이다.
나빈(Prince Naveen)
성우:브루노 캄포스/유동균, 임현수 (노래)
20세,말도니아의 왕자. 재즈와 춤을 무척 좋아한다.
프렌치 쿼터를 방문하다 파실리에에 의해 개구리로 변하게 된다.
파실리에(Doctor Facilier)
성우:키스 데이비드/박철호, 이재호 (노래)
나빈왕자를 개구리로 변하게 한 부두의 마법사.
샬롯(로티)(Charlotte La Bouff(Lottie))
성우:제니퍼 코디/박지윤
티아나의 어릴 적 친구이자 지금도 가장 친한 친구로 지내고 있는 부잣집 딸.
나빈왕자를 좋아하게 된다.
로렌스(Lawrence)
성우:피터 바틀렛(Peter Bartlett)/오인성
나빈왕자의 시종.평소 놀기만 하는 나빈에게 불만이 많은 듯
마마 오디(Mama Odie)
성우:제니퍼 루이스(Jenifer Lewis)/윤복희
200세의 부두교의 노승.티아나와 나빈은 자신들에게 걸린 마법을 풀기 위해
그녀에게로 간다.
레이(Ray)
성우:짐 커밍스/이인성
티아나와 나빈이 모험을 떠나는 도중 만난 반딧불이.
그들을 마마 오디가 있는 곳으로 안내한다.
루이스(Louis)
성우:마이클-리언 울리(Michael-Leon Wooley)/유해무, 이희정 (노래)
재즈를 무척 좋아하는 악어.레이처럼 티아나와 나빈을 마마 오디가 있는 곳까지
같이 가 준다.트럼펫을 불 수 있다.
주주(JuJu)
성우:안드레아스 데쟈(Andreas Deja)
마마 오디의 애완뱀
제임스(James)
성우:테런스 하워드/이봉준
티아나의 아버지.그도 레스토랑을 차리는 것이 꿈이었지만
결국 그러지 못하고 세상을 떠난다